# Мануил Кантакузин (узурпатор)
Мануил Кантакузин (греч. Μανουήλ Καντακουζηνός) — был лидером повстанцев, который организовал восстание в Морейском деспотате против власти Палеологов в 1453—1454 гг. В декабре 1453 года восставшее греческое и албанское население провозгласило его деспотом Мореи.

## Биография
Мануил был сыном Георгия Палеолога Кантакузина и внуком Димитрия I Кантакузина, последнего правителя Мореи из династии Кантакузинов. При Палеологах, Мануил был губернатором Морейской области Мани. Вскоре после падения Константинополя и смерти последнего византийского императора Константина XI Палеолога Драгаша, Кантакузин привлек к себе около 30 тыс. албанцев и поднял восстание против двух братьев Фомы и Димитрия II Палеологов, деспотов Мореи, являвшиеся вассалами Османской империи.
Общеизвестно, что оба брата ненавидели друг друга и, используя эту ситуацию в свою пользу, Мануил возглавил восстание в 1453 году, пытаясь восстановить в Морее власть Кантакузинов. В декабре он был провозглашен албанцами новым деспотом и, чтобы угодить им, он взял албанское имя Гин, а также дал своей жене албанское имя Кучиа. Он также пытался заручиться помощью венецианцев и  генуэзев, но те предпочли не вмешиваться в дела Морейского деспотата. Чуть позже сын последнего Ахейского князя Иоанн Асень Дзаккариа также организовал восстание и захватил крепость Этос.
В начале Мануилу сопутствовал успех, большая часть Мореи находилась под его властью. Но вскоре его положение быстро изменилось. Братья Палеологи, поняв, что не контролируют ситуацию, и не смогут подавить мятеж Кантакузина и Дзаккариа, обратились за помощью к туркам-османам и Венеции. Османский султан Мехмед II отправил на помощь Фоме и Димитрию II войска фессалийского губернатора Турахан-бея. В октябре 1454 года совместными усилиями Палеологи нанесли сокрушительное поражение албанцам и вскоре восстание Кантакузина и Дзаккариа было подавлено.
Мануилу удалось сбежать и вероятно он находился в Рагузе, где он был записан как возмутитель спокойствия в 1457 году. В последующие годы он жил в Боснии при дворе дворянина Степана Вукчича Косача. Его сын Владислав женился на сестре Кантакузина Анне. Позже, около 1470 года, Мануил оказался на приеме у венгерского короля Матьяша Корвина. Примерно в это же время Кантакузин умер.